# IBM
Az IBM (ejtsd: ájbíem), vagyis International Business Machines egy egyesült államokbeli székhelyű, multinacionális informatikai cég. Egyike annak a harminc részvényből álló kosárnak, melyből a Dow Jones Ipari Átlagot számítják.
A legnagyobb és talán legismertebb informatikai cég. A céget szokták „Kék Óriás” (Big Blue) néven is emlegetni (kék színű logója miatt).

## A kezdetek
1886-ban Herman Hollerith (1860–1929) olyan lyukkártya-feldolgozó gépet talált fel, melyet elektronikus számlálásra lehetett felhasználni. A lyukkártyák szendvicsként helyezkedtek el rézrudak között; ahol lyuk volt a kártyán, ott a rézrudak kontaktust létesítettek, és egy elektromos áramkör záródott. A készüléket arra tervezték, hogy fel lehessen dolgozni vele az 1880-as népszámlálás adatait. Kézi feldolgozással ez több mint egy évtizedig tartott volna.
Később, 1896-ban Hollerith megalapította a Tabulating Machine Companyt. 1911-ben több vállalat egyesülésével létrejött a Computing-Tabulating-Recording Company (C-T-R) nevű vállalat, melyet 1924. február 24-én átneveztek "International Business Machines"-re (IBM).

## Története
Az IBM története közel száz évet ölel fel. A cég kisebb-nagyobb hullámvölgyeket leszámítva mindig képes volt megújulni, és a mai napig megőrizte vezető szerepét a számítástechnikában.
Az 1880-as években létrejöttek azok a technológiák, melyek kialakították az International Business Machines (IBM) magját. Julius E. Pitrap 1885-ben szabadalmaztatta a számító mérleget (computing scale); Alexander Dey feltalálta a tárcsás időrögzítőt (dial recorder) (1888); Herman Hollerith szabadalmaztatta elektromos tabulátorát; és Willard Bundy 1889-ben feltalálta a blokkolóórát (time clock), mely papírszalagon rögzítette a munkások érkezését és távozását.
1911. június 16-án New York államban Charles Ranlett Flint, a kor egyik közismert trösztszervezője a négy cég összefogásával megalakította a Computing-Tabulating-Recording Company (CTR) nevű céget, melynek központja a New York állambeli Endicottban volt. Az öt cégnek 1300 alkalmazottja volt és számos irodája és üzeme Endicottban, Binghamtonban, továbbá New York, Dayton (Ohio), Detroit, Washington és Toronto városokban.
Ez a cég különféle berendezéseket forgalmazott és kölcsönzött, a bolti mérlegektől kezdve az ipari időrögzítő készülékeken, hús- és sajtszeletelő gépeken át a tabulátorokig és lyukkártyákig bezárólag. Thomas J. Watson, miután a National Cash Register Company tulajdonosa, John Henry Patterson kirúgta a cégéből, Flinthez fordult, aki 1914-ben állást ajánlott neki a CTR-ben. Watson mint vezérigazgató csatlakozott a CTR-hez, majd 11 hónappal később elnökké lépett elő, mikor az NCR-ben töltött idejére vonatkozó bírósági ügyek megoldódtak. Mivel jól ismerte Patterson úttörő üzleti gyakorlatát, Watson nekilátott az NCR-ben elsajátított fogásokat a CTR cégeire alkalmazni. Bevezette az eladási szabályokat, „a nagylelkű eladási ösztönzőket, az ügyfélszolgálat központi szerepét, ragaszkodott a jól ápolt, sötét öltönyös értékesítő ügynökökhöz és hittérítői buzgalommal igyekezett belenevelni a vállalati önérzetet és lojalitást minden dolgozóba”.
Kedvenc jelszava, a „THINK” – „Gondolkozz” – felszólítás mantrává, szüntelenül ismételt mágikus formulává vált a C-T-R-alkalmazottak körében. Watson első négy éve alatt a bevétel 9 millió dollárra növekedett és a vállalat tevékenységi területét kiterjesztették Európára, Dél-Amerikára, Ázsiára és Ausztráliára. Watsonnak soha nem tetszett a C-T-R ügyetlenül kötőjelekkel elválasztott neve, ezért 1924. február 14-én úgy döntött, hogy lecseréli azt a sokkal kifejezőbb, terjeszkedést sugalló „International Business Machines” – Nemzetközi Üzleti Gépek – elnevezésre. 1933-ra a leányvállalatok többsége beolvadt az IBM-be.

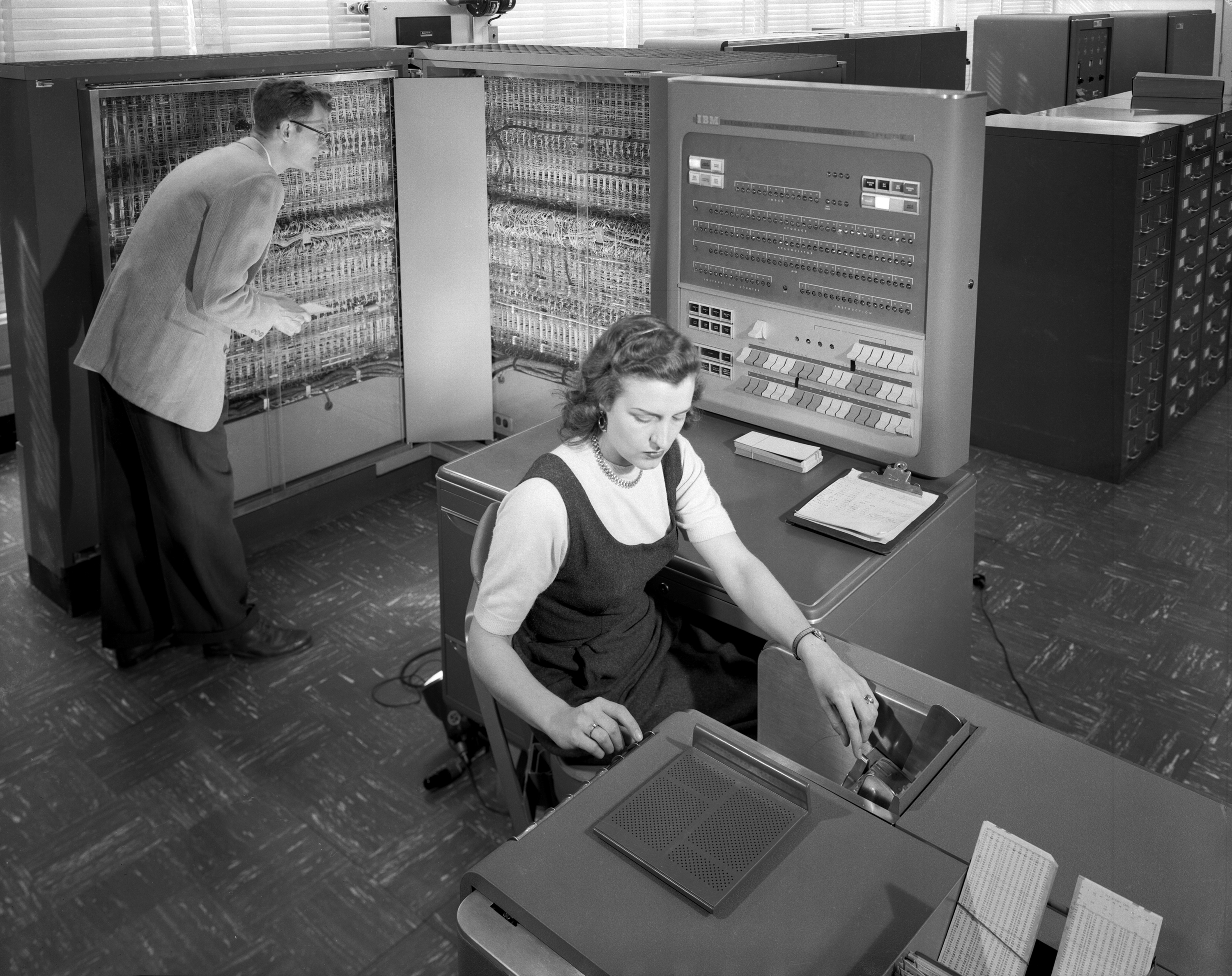
A NACA kutatói IBM 704-es elektronikus adatfeldolgozó gépet használnak, 1957

1937-ben az IBM tabulációs berendezései lehetővé tették a szervezetek számára addig elképzelhetetlen mennyiségű adat feldolgozását. A cég ügyfelei között megtalálható az Egyesült Államok kormánya, mely első ízben kísérelte meg 26 millió ember foglalkoztatási adatainak kezelését, a Társadalombiztosítási Törvénynek (Social Security Act) megfelelően, valamint a Harmadik Birodalom, nagyrészt az IBM német leányvállalatán, a Dehomagon keresztül. A cég a második világháború alatt ugyanakkor kézifegyvereket gyártott az amerikai hadsereg számára (M1-es karabélyt és Browning puskákat).
1949-ben idősebb Thomas Watson létrehozta az IBM World Trade Corporation-t, az IBM leányvállalatát, mely a külföldi műveletekre összpontosított. 1952-ben ifjabb Thomas J. Watson lett a cég elnöke, ezzel véget ért apjának majdnem 40 éves vezetői időszaka.
1956-ban Arthur L. Samuel az IBM Poughkeepsie-beli laboratóriumában egy IBM 704-es gépen dámajátékot játszó programot készített, olyan módszert alkalmazva, melyben a gép képes volt „tanulni” a lejátszott partik menetéből. Ezt tartják az első „öntanuló” programnak, a mesterséges intelligencia koncepció első gyakorlati bemutatásának.
1957-ben az IBM kifejlesztette a FORTRAN tudományos célú programozási nyelvet. 1961-ben kifejlesztette az SABRE helyfoglalási rendszert az American Airlines légitársaság számára, és 1961. július 31-én bemutatta a rendkívül sikeres IBM Selectric írógép-típust.
1963-ban az IBM munkatársai és számítógépei segítették a NASA-t a Mercury-programban a Föld körüli pályák követésében. Egy évvel később a cég áthelyezte a cégvezetés székhelyét New York városából a New York állambeli Armonkba. Az évtized második felében az IBM folytatta részvételét az űrprogramokban, így közreműködött 1965-ben a Gemini, 1966-ban a Saturn rakéták repüléseiben és az 1969-es Holdra-szállásban is.

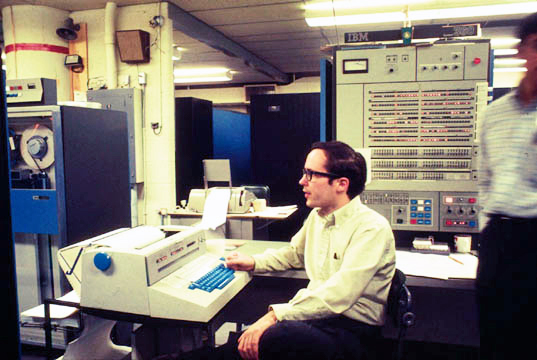
Egy IBM System/360 számítógép a Michigani Egyetemen, 1969

1964. április 7-én az IBM bejelentette első számítógéprendszer-családját, az IBM System/360-at. Ezeket 1964 és 1978 között forgalmazták, és ez volt az első számítógépcsalád, melyet úgy terveztek, hogy lefedje az alkalmazások teljes körét, a legkisebbtől a legnagyobbig, a tudományos és az üzleti területet egyaránt. Ezzel jelent meg a gyakorlat, hogy a cégek úgy tudták feljavítani számítási kapacitásukat, hogy nem kellett átírni a meglévő alkalmazásokat újabb hardverkörnyezetre. Ezt követte 1970-ben az IBM System/370. A 360 és a 370 sikere együttesen az iparág domináns nagyszámítógépévé és számítástechnikai platformjává emelte az IBM nagygépeket ebben az időszakban, egészen az 1980-as évek elejéig. Ezek, a rajtuk futó operációs rendszerek, például az OS/VS1 és MVS, és az azokra épülő köztes eszköztár, mint a CICS tranzakciókezelő monitor, szinte teljesen egyeduralkodóvá tették a céget a számítógépes iparágban és piaci részesedésük miatt az IBM termékek szinonimájává váltak.
1974-ben az IBM egyik mérnöke, George J. Laurer kifejlesztette az univerzális termékkódot (Universal Product Code, UPC). A pénzügyi swap-ügyletek először 1981-ben kerültek a nyilvánosság elé, amikor az IBM a Világbankkal kötött swap-megállapodást. Az eredetileg IBM 5150 jelölésű IBM PC-t 1981-ben vezették be, és az hamarosan ipari szabvánnyá vált. 1991-ben az IBM eladta a Lexmark nyomtatógyártó céget.
1993-ban az IBM 8 milliárd dolláros veszteséget könyvelt el – akkoriban a legnagyobbat az amerikai cégtörténelemben. Az RJR Nabisco-tól Lou Gerstnert kérték fel vezérigazgatónak, hogy állítsa talpra a céget. 2002-ben az IBM megszerezte a PwC tanácsadócéget. 2003-ban az IBM egy projektet indított a vállalati értékek újradefiniálására. Ennek során a cég online megbeszéléseket szervezett, amelyekben 50 000 munkavállaló vett részt, több mint 3 napon át. Eredményül három modern üzleti, piaci és munkavállalói nézetet kaptak: „Elkötelezettség minden ügyfél sikere érdekében”, „A lényeg az innováció – cégünknek és a világnak is”, „Bizalom és személyes felelősség minden kapcsolatban”.

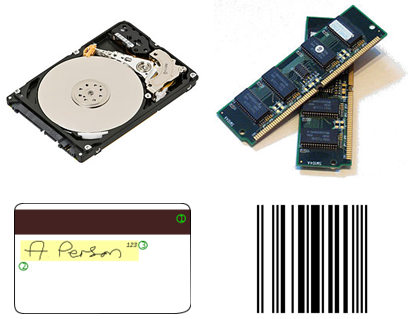
IBM találmányok: merevlemez, DRAM, UPC vonalkód, és mágnescsíkos kártya

2005-ben a cég eladta személyi számítógép-üzletágát a kínai Lenovo-nak, és ugyanebben az évben megállapodást kötött a Micromuse megvásárlására. 2009-ben megvásárolta az SPSS Inc. szoftvergyártó céget. Ugyanebben az évben az Egyesült Államok elnöke, Barack Obama az USA Technológiai és Innovációs Nemzeti Érdemérmét (National Medal of Technology and Innovation) adományozta a cégnek, az IBM Blue Gene szuperszámítógépes programját díjazva ezzel.
2011-ben az IBM Watson mesterséges intelligencia-programja a világ figyelmének központjába került, mikor fellépett a Jeopardy! kérdezz-felelek showban és megnyerte azt, a bajnok Ken Jennings és Brad Rutter ellenében. A cég ugyanebben az évben június 16-án ünnepelte fennállásának 100-ik évfordulóját.
2012-ben az IBM bejelentette, hogy megállapodást kötött a Kenexa cég megvásárlására, és egy évvel később megvásárolta a SoftLayer Technologies vállalatot, egy webszolgáltató céget, 2 milliárd dollár körüli összegért.
2014-ben az IBM bejelentette, hogy eladja x86 szerver-részlegét a Lenovónak 2,1 milliárd dollárért.
Ugyanebben az évben az IBM több nagyobb céggel kötött együttműködési megállapodást jelentett be, így az Apple Inc., Twitter, Facebook, Tencent, Cisco, Under Armour, Box, Microsoft, VMware, CSC, Macy's, Sesame Workshop, a Szezám utca anyavállalata, és a Salesforce.com cégekkel.
2015-ben az IBM két jelentős akvizíciót jelentett be: a Merge Healthcare-t 1 milliárd dollárért és a The Weather Company összes digitális vagyonát, beleértve a Weather.com és a Weather Channel mobilalkalmazást is. Ebben az évben az IBM kutatói megalkották az „A Boy and His Atom” (Egy fiú és az atomja) c. filmet, ez volt az első olyan film, amely molekulákkal mesélt el egy történetet.
2016-ban az IBM megvásárolta a Ustream videokonferencia-szolgáltatást és új felhő-videóegységet hozott létre. 2016 áprilisában 14 éves mélypontot ért el a negyedéves eladásokban. A következő hónapban a Groupon beperelte az IBM-et szabadalmi jogsértés miatt, két hónappal azután, hogy az IBM bírósági eljárást indított a Groupon ellen, ugyancsak szabadalmi jogsértés miatt.

## Napjainkban
Jelenleg az IBM termék- és szolgáltatási palettája igen széles. Részt vesz hardvergyártásban és szoftverfejlesztésben egyaránt.
Az IBM Personal Computer (PC) megalkotója, rendkívül sok szabadalom tulajdonosa, a Linux egyik legelső nagy támogatója. A cég többek között a szervereiről, a processzorairól, merevlemezeiről és a PC-kről ismert. A nevéhez fűződik a 
POWER, a PowerPC és a Power architektúra.
Az IBM igen jó helyezéseket ért el a szuperszámítógépek világranglistáján: a TOP500 lista első 10-es csoportjából 5 helyet IBM-gépek foglalnak el: a 3., 5., 8. és 9. helyen Blue Gene típusú modelljei állnak, míg a 10. helyet egy iDataPlex típusú szuperszámítógép áll (ld.: TOP500, 2013. november).
A cég ismertebb kiszolgáló sorozatai:
- zSeries (korábban S/390) nagygépes vonal
- iSeries (korábban AS/400) középkategóriás vonal (midrange)
- pSeries (korábban RS/6000 ill. RISC System/6000) RISC processzor-architektúrára épülő szerverek
- xSeries Intel-processzoros szerverek

Korábbi gépek:
- S/360- S/370 nagygépes kategória
- 1401, 7450

PC-processzorcsaládok:
- PowerPC sorozat

A legújabb generációs játékkonzolok szinte kivétel nélkül az IBM által fejlesztett processzorokat tartalmazzák; pl. a PlayStation 3 játékkonzol Cell processzora Sony-Toshiba-IBM közös fejlesztés eredménye, az Xbox 360 CPU-ja hárommagos IBM Xenon processzor, a Nintendo Wii konzolokban IBM PowerPC alapú Broadway processzor van.
Az IBM nemcsak hardvert gyárt, termékei között szerepelnek szoftverek is. A legfontosabbak listája:
- Operációs rendszerek: OS/390, OS/400, AIX névre hallgató UNIX operációs rendszer,
- JVM megvalósítás: Jikes, J9
- Mentőrendszer: IBM Tivoli Storage Manager
- Levelező- és csoportmunkaszoftver: Lotus Notes levelező kliens, Lotus Domino levelező szerver, Lotus Sametime videókonferencia szoftver
- Irodai szoftvercsomag: Lotus Symphony
- Adatbázis-kezelők: DB2, Informix
- Alkalmazás szerverek és RAD eszközök: Websphere stúdió, pl. banki környezetben eléggé elterjedt
- Tervező- és kódgenerátor-eszközök: Rational termékvonal, pl. Rational Rose
- Rendszerfelügyeleti, biztonsági és adattárolási szoftverek: Tivoli termékek, pl. Tivoli Directory Server
- Üzletiintelligencia-szoftver: Cognos

Ezek egy részéhez felvásárlások útján jutott hozzá, majd beépítette őket saját termékpalettájába.
Az IBM sok szabad forrású rendszer elindítója és támogatója. Szoros együttműködésben van például az Apache Grouppal is. Ennek példája az Eclipse nevű fejlesztőeszköz, vagy ilyen a Derby névre hallgató, 100%-ban Javaban írt adatbázis-kezelő (korábbi nevén Cloudscape).
Támogatja Linux-ot és a Java technológiát.
Szoftverszabvány-alkotásban is jelentős szerepet vállal. Főleg az üzleti kommunikációs protokollokat lehetne megemlíteni.
Üzleti tanácsadó részlege is van.

## Felvásárlások, eladások
- 1995-ben a Lotus Software felvásárlása.
- 2001-ben Informix Software felvásárlása.
- 2002-ben felvásárolta az oslói központú norvég Metamerge nevű céget, amely a fájlkönyvtár-integráló (directory integration) szoftverek vezető szolgáltatójának számított.
- 2002-ben 2,05 milliárd dollárért eladja régóta veszteséges merevlemez-gyártó üzletágát a japán Hitachinak.
- 2002-ben 3,5 milliárd dolláros ügylet keretében megvásárolta a PricewaterhouseCoopers tanácsadó üzletágát.
- 2003-ban lezárul a Rational Software felvásárlása.
- 2005. május 1-jén eladta a kínai Lenovo cégnek PC-részlegét.
- 2007. január 25-én a Ricoh bejelentette, hogy megveszi az IBM nyomtató rendszerek üzletágát 725 millió dollárért. 3 éves befektetés keretében közös vállalkozást alakítanak ki egy új Ricoh leányvállalat révén: InfoPrint Solutions Company. Ebben a Ricoh a részvények 51%-át, míg az IBM 49%-ot fogja birtokolni.
- 2007. november 13-án bejelentette, hogy megveszi a Cognost. Az üzleti intelligenciaszoftvereket fejlesztő vállalatért 5 milliárd dollárt fizetett.
- 2018. október 28-án bejelentette a RedHat felvásárlását 34 milliárd dollárért.